# Битка код Едесе
За чланак о нападу на град из 1144. године, погледајте чланак Опсада Едесе.
Битка код Едесе се одиграла у северозападној Месопотамији 259. или 260. између римских снага под царем Валеријаном на једној, и персијских снага под сасанидским краљем Шапуром I на другој страни. Иако су Римљани били бројчано надмоћнији, Персијанци су однели велику победу, а Валеријан је током битке или непосредно иза ње заробљен. То је представљао први случај да је неки римски цар заробљен у бици са „варварима“ те је значајно поткопало ауторитет римске власти, ионако начет кризом 3. века; непризнавање Валеријановог сина Галијена за новог цара је подстакло привремени распад Царства, од кога су се отцепили Палмирско царство на истоку и Галско царство на западу.
Према наводима хришћанског писца Лактанција Валеријан је након заробљавања био годинама излаган понижавању на Шапуровом двору, пре него што га је Шапур дао живог одрати; део историчара верује да је у питању хришћанска пропаганда. Насупрот томе, постоје индиције да је Шапур према заробљеницима добро поступао, односно да искористио њихово знање и вештине како би саградио знаменити мост Банд-е Кајсар у данашњем Ирану.